# Paul Martin (Politiker, 1967)

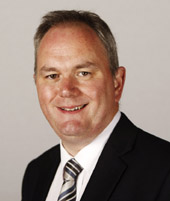
Paul Martin

Paul Martin (* 17. März 1967 in Glasgow) ist ein schottischer Politiker und Mitglied der Labour Party.

## Leben
Paul Martin wurde als Sohn des Politikers Michael Martin geboren. Er besuchte die All Saints Secondary School und das Barmulloch College in Glasgow. Ab 1993 war er Mitglied des Rates von Glasgow.

## Politischer Werdegang
Bei den Schottischen Parlamentswahlen 1999 kandidierte Martin für den Wahlkreis Glasgow Springburn und errang das Mandat mit deutlichem Vorsprung vor dem Kandidaten der SNP. In der Folge zog er in das neugeschaffene Schottische Parlament ein. Bei den Parlamentswahlen 2003 und 2007 verteidigte er sein Mandat. Im Zuge der Wahlkreisrevision 2011 wurde der Wahlkreis Glasgow Springburn aufgelöst. Weite Teile gingen in dem neugeschaffenen Wahlkreis Glasgow Provan auf, für den Martin bei den Parlamentswahlen 2011 kandidierte. Mit deutlichem Vorsprung setzte er sich gegen die Mitbewerber durch und behielt seinen Parlamentssitz. Mit Stimmverlusten unterlag Martin bei den folgenden Parlamentswahlen 2016 dem SNP-Kandidaten Ivan McKee und schied in der Folge aus dem schottischen Parlament aus.